# Signé Picpus (téléfilm, 1968)
Pour plus de détails, voir Fiche technique et Distribution.
Cet article concerne le téléfilm. Pour le recueil de nouvelles, voir Signé Picpus.
Signé Picpus est un téléfilm français réalisé par Jean-Pierre Decourt, qui fait partie de la série Les Enquêtes du commissaire Maigret, d'après le roman homonyme de Georges Simenon. Il a été adapté par Jacques Rémy et Claude Barma. La première diffusion date du 27 avril 1968 ; l'épisode, d'une durée de 87 minutes, est en noir et blanc.

## Synopsis
« À 17 heures, je tuerai la voyante, signé Picpus ». Voici l'étrange message retrouvé par Mascouvin, un modeste représentant de biens sur le buvard d’un café. Dès que la police est informée de ce message, elle se prépare au pire...et à 17 heures, la cartomancienne Jeanne est découverte morte dans son appartement. le commissaire Maigret se rend sur place, et fait la connaissance de Mademoiselle Roy, une amie de la voyante et propriétaire d'une auberge en pleine campagne, qui a découvert le corps. Dans une des pièces voisines est enfermé un monsieur resté assis sur une chaise comme si de rien n'était. Quel est cet étrange individu et pourquoi ne s'est-il rendu compte de rien ?.

## Fiche technique
- Titre : Signé Picpus[3]
- Réalisation : Jean-Pierre Decourt
- Adaptation : Claude Barma et Jacques Rémy
- Dialogues : Jacques Rémy
- Musique : Raymond Bernard
- Directeur de la photographie : Gilbert Sandoz
- Décors : Jean-Baptiste Hugues et Gérard Roger
- Ensemblier : Christiane Reynier et Roger Coirault
- Costumes : Monique Jolivot
- Ingénieur vision : Guy Turschwel
- Effets spéciaux : René Casaero
- Cameramen vidéo : Claude Beauge, Jean Germain, Roland Hollinger, Morazio Gabbani
- Ingénieur du son vidéo : Jean Kac
- Cameraman film : Maurice Métivier
- Ingénieur du son film : Armand Bloin
- Montage : Andrée Lemaire et Michel Nezick
- Bruitage : Daniel Couteau
- Documentation sonore : Christian Londe
- Mixage : Claude Gilson
- Chef de production : Yann Tardif
- Script-girls : Rachel Weinberg et Michelle Podroznik
- Assistants-réalisateur : Reynald Lampert et Jacques Fansten

## Distribution
- Jean Richard : Commissaire Maigret
- François Vibert : Octave Le Cloagen-Picard
- Françoise Lugagne : Madame Le Cloagen
- Madeleine Damien : Mademoiselle Le Cloagen
- Édith Loria : Giselle Le Cloagen
- Marc Dudicourt : Émile Blaise, dit Monsieur Blaise
- Denise Provence : Mademoiselle Roy
- Yves Bureau : Mascouvin
- Rachel Cathoud : Berthe
- Catherine Lafond : Emma
- André Julien : Isidore
- Micheline Francey : Madame Maigret
- Jean Lanier : le directeur de la P.J.
- Georges Riquier : le juge Duroc
- Gilbert Robin : le médecin légiste
- François Cadet : Inspecteur Lucas
- Maurice Gautier : Inspecteur Thorens
- Maurice Coussonneau (Coussoneau au générique) : Inspecteur Jourdan
- Christian Rémy : Inspecteur Janvier
- René Fleur : l’huissier Léopold de la P.J.
- Maurice Travail : le standardiste
- René Berthier : Monsieur Drouin
- Bernard Dumaine : Commissaire Cornuel
- Claudine Berg : la concierge
- Tony Sandro : Justin de Toulon
- Gilbert Servien : le médecin de quartier
- Pierre Rousseau : l’interne
- Bernard Tardif : le patron du café
- Jacques Andriot : le garçon de café
- Pierre Réal : l’agent de police
- Marius Gaidon : l’agent de police en faction chez Jeanne (non crédité)